# Титчиха (городище)
Титчиха — городище с прилегающим к нему селищем близ хутора Титчиха в Лискинском районе Воронежской области России. Памятник боршевской культуры.

## История
Основано в IX веке. Титчиха была хорошо укреплена земляным валом и бревенчатыми стенами. На месте городища обнаружены остатки керамики салтово-маяцкой культуры со следами алано-осетинской письменности.
Раскопки производились в 1954—1962 годах экспедицией под руководством воронежского археолога А. Н. Москаленко.
И. И. Ляпушкин объединил роменскую и борщёвскую археологические культуры в единую роменско-борщёвскую культуру. После исследования А. Н. Москаленко борщёвского Титчихинского городища (1954—1962), её выводы по многим вопросам культуры донских славян совпадали с теми, которые были сделаны Ляпушкиным, в том числе об общности культур. Один из наиболее исследованных памятников данной археологической культуры.

## Этническая принадлежность
Воронежские археологи А. Н. Москаленко и А. З. Винников считали Титчиху поселением гипотетической группы донских славян и связывали с топонимом Вантит (Ваит, Вабнит), упоминаемым в арабских и хазарских источниках. Крупнейший памятник донских славян.